# Soberano Principado de los Países Bajos Unidos
El Soberano Principado de los Países Bajos Unidos (en neerlandés antiguo: Souverein Vorstendom der Vereenigde Nederlanden) fue un estado soberano de escasa duración, precursor del Reino Unido de los Países Bajos, en el que se reunió con los Países Bajos meridionales en 1815. El principado fue proclamado en 1813, cuando los ganadores de las Guerras napoleónicas establecieron una reorganización política de Europa, definida por el Congreso de Viena.

## Proclamación

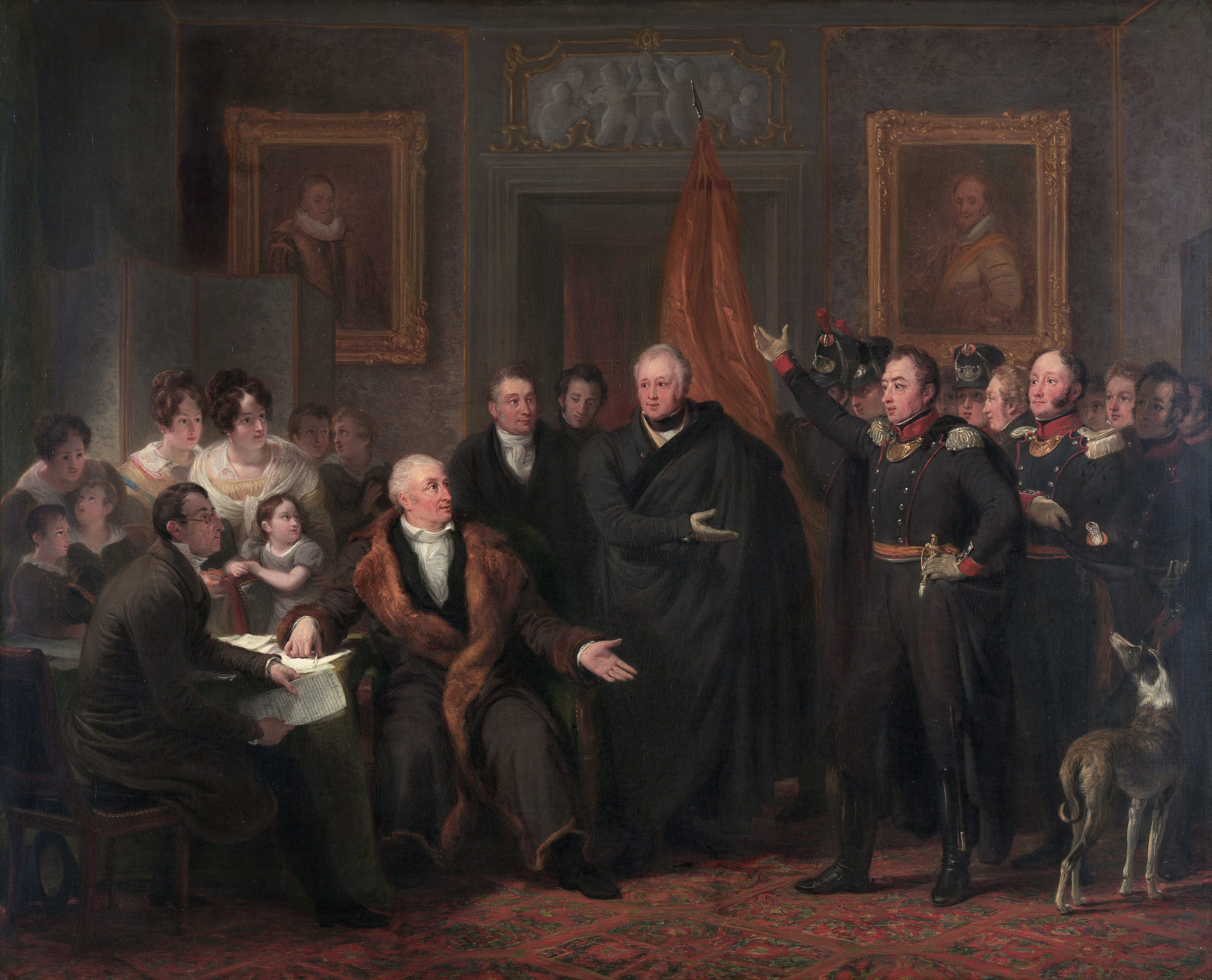
El triunvirato que asumió el poder el 21 de noviembre de 1813

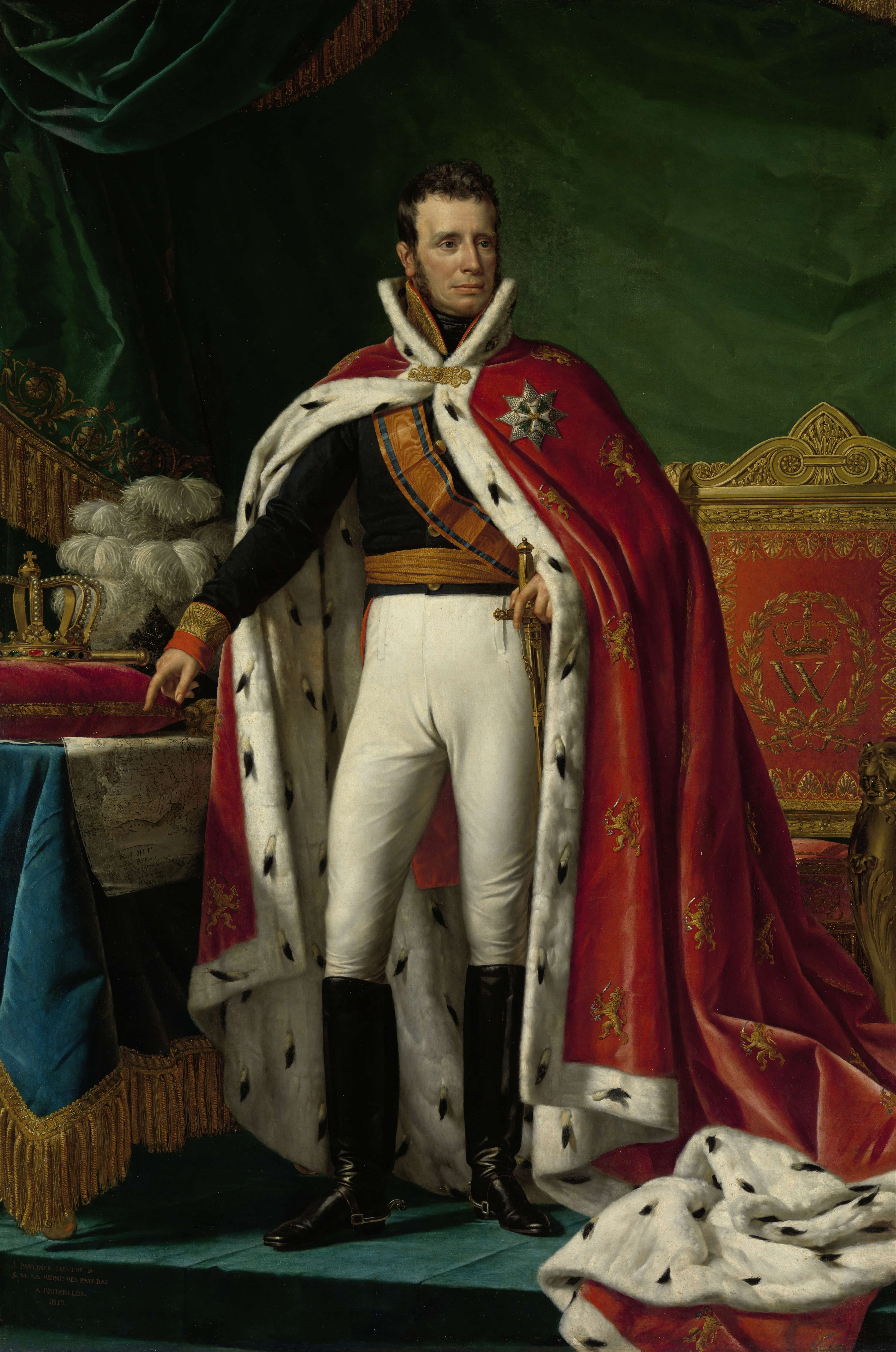
Guillermo Federico, Príncipe Soberano de los Países Bajos

Después del liberación de los Países Bajos de Francia por Prusia y tropas rusas en 1813, un gobierno provisional formado por un triunvirato de tres nobles neerlandeses, Frans Adam van der Duyn van Maasdam, Leopold de Limburg Stirum y Gijsbert Karel van Hogendorp, (Driemanschap, el triunvirato de 1813) tomó formalmente el control del país liberado el 20 de noviembre y declaró el Principado de los Países Bajos Unidos un día después.
Fue dado por hecho que cualquier régimen nuevo tendría que ser con Guillermo Federico como jefe de estado, el hijo del último Estatúder de las Provincias Unidas de los Países Bajos, Guillermo V. A pesar de que muchos miembros del gobierno provisional habían ayudado a expulsar a este último dieciocho años antes, la mayoría de los miembros principales estuvieron de acuerdo en que era mejor para los neerlandeses invitar por sí mismos a Guillermo Federico a que les fuera impuesto por los Aliados. Después de recibir una invitación del Driemanschap, Guillermo Federico regresó de su exilio en Inglaterra, desembarcando del HMS Warrior en la playa de Scheveningen el 30 de noviembre de 1813. Guillermo Federico aceptó la soberanía sobre el principado el 2 de diciembre, proclamándose "Príncipe Soberano" de los Países Bajos Unidos.

## Constitución
Ese mismo año, se creó una comisión dirigida por Gijsbert Karel van Hogendorp que recibió el encargo de redactar una constitución. El 29 de marzo de 1814, la así llamada "Asamblea de notables" se reunió en Ámsterdam para votar el borrador final. 474 de los 600 miembros de esta asamblea se presentaron a la votación y solo 26, mayoritariamente católicos, votaron en contra, por lo que el borrador fue aprobado por una amplia mayoría. La constitución, que estaría en vigor por más de un año, introdujo una monarquía centralizada donde el príncipe poseía mucho poder, aunque contenía algunos elementos democráticos. Un parlamento con una única cámara conocida como los Estados Generales con 55 miembros elegidos provincialmente por los Estados Provinciales. Esos estados eran a su vez elegidos por ciudades, el campo y la nobleza. Los Estados Generales tenían el derecho de iniciativa y podían aprobar o suspender todas las legislaciones propuestas. Sin embargo, el príncipe podía instaurar muchos asuntos por decreto, ampliamente limitando la voz de los Estados Generales. El poder de las provincias y ciudades se vio limitado en comparación con la época de la Provincias Unidas. Varios derechos fundamentales fueron adoptados del período francés. La constitución admitía la libertad religiosa y contenía disposiciones de la ley y procedimiento penal. Guillermo Federico fue formalmente inaugurado como príncipe soberano por la asamblea en Nieuwe Kerk en Ámsterdam el 30 de marzo.

## Reunificación
Los aliados progresaron rápidamente en lo referente a los antiguos Países Bajos Austríacos, conquistados por Francia en 1794 y anexionados en 1795. Surgió así el problema de qué hacer con este país. Las treinta familias más prominentes de Bruselas expresaron el deseo de restaurar el antiguo gobierno austriaco, lo que temporalmente instituyeron los Aliados en febrero de 1814 como un gobierno militar. Aun así, Austria expresó poco interés en retomar su gobierno. Por lo tanto, los aliados provisionalmente agregaron el país al nuevo estado neerlandés en los anexos secretas del Tratado de Chaumont. Fue mayormente formalizado en el Tratado de París de 30 de mayo de 1814, en el que la Bélgica a la orilla izquierda del río Mosa se asignó a los (futuros) Países Bajos, mientras que el destino de la orilla derecha se determinaría más adelante.
Sin embargo, aún estaba por decidir cómo se estructuraría, mientras que los representantes del pueblo belga habían expresado ciertas expectativas en Chaumont en febrero que también debían cumplirse de alguna manera. Estos «cabos sueltos» se resolvieron en el protocolo conocido como los «Ocho artículos de Londres». En virtud de este tratado, firmado el 21 de junio de 1814, Guillermo Federico se adjudicó los antiguos Países Bajos austriacos. El 1 de agosto se convirtió en Gobernador General de Bélgica, lo que supuso la unión personal entre los Países Bajos del Norte y los del Sur. A todos los efectos, Guillermo Federico había conseguido el objetivo perseguido durante tres siglos por la Casa de Orange y había unido los Países Bajos.
Posteriormente, Guillermo Federico intentó obtener el asentimiento de los representantes (cuidadosamente seleccionados) del pueblo belga a la constitución neerlandesa, pero se encontró con la oposición de quienes sospechaban que se pretendía socavar la posición de la Iglesia católica en aquellas provincias. No obstante, la reunificación se completó el 16 de marzo de 1815, cuando Guillermo Federico fue coronado rey Guillermo I del Reino Unido de los Países Bajos en Bruselas.